# 1956 v hudbě
Tento článek obsahuje události související s hudbou, které proběhly v roce 1956.

## Události
- Elvis Presley nahrává hit „Hound dog“

## Vydaná alba
- Ella and Louis – Ella Fitzgerald & Louis Armstrong
- Ella Fitzgerald Sings the Cole Porter Songbook – Ella Fitzgerald
- Ella Fitzgerald Sings the Rodgers & Hart Songbook – Ella Fitzgerald
- Bach: The Goldberg Variations – Glenn Gould
- Elvis – Elvis Presley
- Elvis Presley (album) – Elvis Presley
- Frank Sinatra Conducts Tone Poems of Color – Frank Sinatra
- High Society – Frank Sinatra, Bing Crosby, Louis Armstrong & Celeste Holm
- Lullaby Time – Bing Crosby
- New Jazz Conceptions – Bill Evans
- Rock and Roll Stage Show – Bill Haley & His Comets
- Rock Around the Clock – Bill Haley & His Comets
- Shillelaghs And Shamrocks – Bing Crosby
- This Is Sinatra – Frank Sinatra
- Two For Tonight – Bing Crosby

## Největší hity
- "All The Way" – Frank Sinatra
- "I Walk the Line" – Johnny Cash
- "Any Way You Want Me" – Elvis Presley
- "Blue Suede Shoes" – Carl Perkins
- "Blueberry Hill" – Fats Domino
- "Can I Steal A Little Love" – Frank Sinatra
- "Don't Be Cruel" – Elvis Presley
- "Heartbreak Hotel" – Elvis Presley
- "Hey! Jealous Lover" – Frank Sinatra
- "Hound Dog" – Elvis Presley
- "(How Little It Matters) How Little We Know" – Frank Sinatra
- "I Want You, I Need You, I Love You" – Elvis Presley
- "I Was The One" – Elvis Presley
- "I've Got You Under My Skin" – Frank Sinatra
- "Long Tall Sally" – Little Richard
- "Love Me Tender" – Elvis Presley
- "My Blue Heaven" – Fats Domino
- "Roll Over Beethoven" – Chuck Berry
- "See You Later Alligator" – Bill Haley and His Comets
- "Tutti–Frutti" – Little Richard
- "Blue Suede Shoes" – Carl Perkins
- "I've Loved And Lost Again" – Patsy Cline
- "Ooby Dooby" – Roy Orbison
- "I Walk the Line" – Johnny Cash

## Vážná hudba
- Glenn Gould releases Bach: The Goldberg Variations
- Dmitrij Šostakovič – String Quartet No. 6 in G major Op. 101

## Narození
- 12. ledna – Nikolaj Noskov
- 17. ledna – Paul Young
- 31. ledna – Johnny Rotten, Sex Pistols
- 3. února – Lee Renaldo, Sonic Youth
- 12. března – Steve Harris, Iron Maiden
- 15. července – Ian Curtis, Joy Division
- 20. července – Paul Cook, Sex Pistols

## Úmrtí
- 5. listopadu – Art Tatum, jazzový pianista
- 26. listopadu – Tommy Dorsey, kapelník jazzového orchestru